# جيمس فيتزجيرالد
جيمس فيتزجيرالد (بالإنجليزية: James FitzGerald)‏ هو نقابي وسياسي نيوزلندي، ولد في 4 مارس 1818 بباث في المملكة المتحدة، وتوفي في 2 أغسطس 1896 بويلينغتون في نيوزيلندا. انتخب عضو مجلس النواب نيوزيلندا.

## روابط خارجية
- جيمس فيتزجيرالد على موقع الموسوعة البريطانية (الإنجليزية)